# جولیا کارابیاس لیلو
جولیا کارابیاس لیلو (زاده مکزیکوسیتی؛ انگلیسی: Julia Carabias Lillo؛ زادهٔ ۱۱ اوت ۱۹۵۴) اکولوژیست و حفاظت‌گر محیط‌زیست مکزیکی است. او استاد دانشگاه ملی مستقل مکزیک (UNAM) بوده و در دوره ریاست‌جمهوری ارنستو زدییو از ۱۹۹۴ تا ۲۰۰۰ به عنوان وزیر محیط‌زیست و منابع طبیعی خدمت کرده است. وی همچنین برندهٔ جوایزی همچون قهرمانان زمین شده است. کارابیاس عضویت در هیئت علمی و شورای دانشگاه ملی مستقل مکزیک را نیز در کارنامه دارد. 

## زندگی اولیه و تحصیلات
کارابیاس در ۱۱ اوت ۱۹۵۴ در مکزیکوسیتی از والدین باسک تباری که از اسپانیا مهاجرت کرده بودند، به دنیا آمد. او در کودکی شاهد مشکلات زندگی در یک کشور در حال توسعه بود و همین مشاهدات اولیه علاقه او به کاهش فقر و حفاظت از محیط‌زیست را شکل داد. کارابیاس در سال ۱۹۷۷ مدرک کارشناسی و در سال ۱۹۸۱ مدرک کارشناسی ارشد خود را در رشته زیست‌شناسی از دانشگاه ملی مستقل مکزیک دریافت کرد.

## فعالیت‌های تحقیقاتی و خدمات عمومی
کارابیاس در سال ۱۹۷۷ به هیئت علمی دانشگاه ملی مستقل مکزیک پیوست و تا سال ۱۹۹۴ به تدریس و تحقیق در زمینه‌های گیاه‌شناسی، اکولوژی، مدیریت منابع طبیعی، احیای اکولوژیکی و حفاظت پرداخت. تحقیقات او بر استراتژی‌های بازسازی جنگل‌های گرمسیری و استفاده از منابع طبیعی متمرکز بود. بین سال‌های ۱۹۸۹ تا ۱۹۹۳ عضو شورای دانشگاه UNAM بود و بین ۱۹۹۴ تا ۲۰۰۰ برای خدمت در دولت زدییو از دانشگاه مرخصی گرفت و در سال ۲۰۰۱ به دانشگاه بازگشت.

### خدمات عمومی اولیه
با توجه به ارتباط مستقیم تحقیقات او با سیاست‌گذاری عمومی، توجه مقامات دولتی را به خود جلب کرد. در سال ۱۹۸۲، فرماندار ایالت گِررو - یکی از فقیرترین ایالت‌های مکزیک که به شدت تحت تأثیر تخریب محیط‌زیست قرار داشت - از او خواست برنامه‌ای برای بهبود استانداردهای زندگی محلی در حین حفظ منابع طبیعی منطقه تدوین کند.
کارابیاس با همکاری تیمی از اقتصاددانان و بوم‌شناسان، برنامه چهارساله‌ای به نام «برنامه تحقیق و توسعه روستایی برای استفاده جامع از منابع طبیعی» (PAIR) طراحی کرد که به عنوان الگویی برای کشورهای در حال توسعه مورد توجه بین‌المللی قرار گرفت. این برنامه بین سال‌های ۱۹۸۴ تا ۱۹۹۴ به درخواست رئیس‌جمهور برای چهار ایالت دیگر مکزیک نیز تطبیق داده شد. هر برنامه باید با شرایط آب‌وهوایی خاص هر ایالت - از جنگل‌های گرمسیری خشک گرفته تا جنگل‌های بارانی گرمسیری، جنگل‌های معتدل و بیابان - سازگار می‌شد.
کارابیاس برخی از این تلاش‌ها را در کتاب «تولید روستایی در مکزیک: جایگزین‌های اکولوژیکی» که در سال ۱۹۸۹ منتشر شد، مستند کرده است. او نویسنده مقالات علمی متعددی در زمینه گیاه‌شناسی، اکولوژی، مدیریت منابع طبیعی، احیای اکولوژیکی و حفاظت است. علاوه بر کتاب مذکور، او هم‌نویسنده کتاب‌های «اکولوژی و خودکفایی غذایی» و «مدیریت منابع طبیعی و فقر روستایی» نیز می‌باشد.
در سال ۲۰۰۵، کارابیاس به عنوان یکی از هفت «قهرمان زمین» سازمان ملل متحد انتخاب شد که بخشی از این تقدیر به دلیل رهبری او در برنامه PAIR بود. این جایزه به پاس تلاش‌های بی‌وقفه او در تلفیق حفاظت از محیط‌زیست با توسعه اقتصادی و اجتماعی به وی اعطا شد. رویکرد جامع او در حل مسائل زیست‌محیطی همراه با توجه به نیازهای جوامع محلی، الگویی برای توسعه پایدار در سراسر جهان ارائه کرده است.